# Neutrodiaptomus mariadvigae
Neutrodiaptomus mariadvigae is een eenoogkreeftjessoort uit de familie van de Diaptomidae. De wetenschappelijke naam van de soort is voor het eerst geldig gepubliceerd in 1921 door Brehm.